# M.G. Schybergson
Magnus Gottfrid Schybergson, född den 26 november 1851 i Åbo, död den 6 december 1925 i Helsingfors, var en finländsk historiker, e.o. professor vid Helsingfors universitet 1883–1924, redaktör för Finsk Tidskrift 1887–1907 och medstiftare och ordförande för Svenska Litteratursällskapet i Finland 1897–1923.
M. G. Schybergsons verk Finlands historia utgår från en klar Stockholmscentrerad synvinkel där Finland är en fullt jämställd och integrerad del av svenska riket. Det utgör antitesen till Yrjö Koskinens verk. För Schybergson framstår det fornfinska samhället som föga högt utvecklat och däri "låg orsaken till den lätthet, hvarmed finnarna kufvades, och till den undergifvenhet, hvarmed de underkastade sig det främmande väldet".
Schybergson skrev även Sibbo under den röda tiden (1918); hans son Gösta Schybergson mördades brutalt av de röda under finska inbördeskriget 1918. Han var medlem i Karolinska förbundet.
Han var farfar till historikern Per Schybergson.

## Biografi
Magnus Gottfrid Schybergson föddes i Åbo som son till rättsrådet Arvid Magnus Schybergson och Amanda Avellan. Han avlade studentexamen 1868 och blev filosofie kandidat vid Helsingfors universitet 1873, filosofie licentiat 1875, och docent i allmän historia 1878. Han blev extraordinarie professor 1883 och tjänstgjorde fram till 1924. Schybergson var även kurator och inspektor för Länsisuomalaisen osakunta.

## Verk
Schybergson bidrog med flera betydande verk inom finländsk historia, inklusive Bidrag till Finlands inre historia åren 1721-31 och Finlands historia. Hans arbete präglas av en svenskcentrerad synvinkel och han var en stark förespråkare för Finlands integration i det svenska riket.

## Familj och personligt liv
Magnus Schybergson var gift med Johanna Tikkanen från 1879 till hennes död 1936. De hade flera barn, inklusive Gösta Schybergson, som tragiskt mördades under finska inbördeskriget.